# Конституционный референдум на Бонайре (2010)
Конституционный референдум на острове Бонайре, входящем в состав Нидерландских Антильских островов, был первоначально назначен на 15 января 2010 года. Он должен был ответить на вопрос — войдёт ли остров в состав Нидерландов в качестве муниципалитета или отношения с метрополией приобретут статус свободной ассоциации. Позднее он был перенесен на 26 марта 2010 года, а затем отменен по решению губернатора.
Нидерландские Антильские острова прекратили своё существование 10 октября 2010 и вошли в состав Нидерландов в качестве муниципалитетов. Однако жители острова могли выбрать статус свободной ассоциации.
Нидерланды заявили, что не приветствуют референдум, считая, что это единственное препятствие для интеграции. Также королевство приостановило текущие платежи на остров.
В итоге, Бонайре вошли в состав Карибских Нидерландов.

## Результаты референдума
| Выбор                         | Голоса | %     |
| ----------------------------- | ------ | ----- |
| За                            | 391    | 11,79 |
| Против                        | 2879   | 86,85 |
| Пустые бюллетени              | 45     | 1,36  |
| Недействительные голоса       | 99     | -     |
| Всего                         | 3414   | 100   |
| Зарегистрировано голосов/явка | 9698   | 35,20 |
| Источник: Direct Democracy    |        |       |